# سولویل ایت تیتوس
سولویل ایت تیتوس (انگلیسی: Solvil et Titus) شرکت ساعت‌سازی سوئیسی است، که در سال ۱۸۹۲ توسط پل دیتیشیم تأسیس شد.